# Urobatis concentricus
Urobatis concentricus е вид акула от семейство Urotrygonidae.

## Разпространение и местообитание
Видът е разпространен в Мексико (Гереро, Долна Калифорния, Колима, Мичоакан, Наярит, Оахака, Синалоа, Сонора и Халиско).
Среща се на дълбочина от 1 до 109 m.

## Описание
На дължина достигат до 47,5 cm.